# Солана (Флорида)
Солана (енгл. Solana) насељено је место без административног статуса у америчкој савезној држави Флорида.

## Демографија
По попису из 2010. године број становника је 742, што је 269 (-26,6%) становника мање него 2000. године.
| Група             | 2000.       | 2010.       |
| Белци             | 908 (89,8%) | 634 (85,4%) |
| Афроамериканци    | 55 (5,4%)   | 54 (7,3%)   |
| Азијати           | 11 (1,1%)   | 6 (0,8%)    |
| Хиспаноамериканци | 24 (2,4%)   | 25 (3,4%)   |
| Укупно            | 1.011       | 742         |